# Josephus Steps
Joannes Arnoldus Josephus Steps (Sint-Ulriks-Kapelle, 5 maart 1898 - Brussel, 8 februari 1957) was een Belgisch politicus voor de CVP. Hij werd onder meer volksvertegenwoordiger.

## Levensloop
Steps was een zoon van het landbouwersechtpaar Jan-Baptist Steps-Van Buggenhout. Hij trouwde in 1929 en het paar had zeven kinderen.
Hij promoveerde tot landbouwingenieur (1921) aan de Katholieke Universiteit Leuven. Hij werd actief binnen de Boerenbond en de Bond van Grote en Jonge Gezinnen. Hij was achtereenvolgens:
- 1923-1934: directeur van ontginningswerken en van de proefboerderij Buggenhout,
- 1926-1930: directeur van ontginningswerken en van de proefboerderij Bokrijk,
- 1934-1947: bedrijfsleider op de Wiesbeekhoeve,
- vanaf 1948: fruit- en veekweker.

Hij was verder:
- stichter van verschillende Boerenjeugdbonden,
- bestuurslid van het arrondissementsverbond van de Belgische Boerenbond in Dendermonde,
- ondervoorzitter Boerengilde Opstal-Buggenhout,
- bestuurslid van de Provinciale Veeherverzekering in Oost-Vlaanderen,
- voorzitter van de landbouwcommissies van het gewest Dendermonde,
- voorzitter van het veekweeksyndicaat voor het gewest Dendermonde,
- voorzitter van de Bond van Grote Gezinnen voor het gewest Dendermonde,
- lid van de Provinciale Landbouwkamer van Oost-Vlaanderen,
- lid van het Centraal bestuur van de Hogere Landbouwraad,
- lid van het Nationaal Technisch Comité voor Veeteelt,
- lid van het Nationaal Comité voor Kunstmatige Inseminatie,
- lid van de Belgische Commissie voor Statistiek van de FAO.

Hij werd gemeenteraadslid in Sint-Ulriks-Kapelle (1926-1929) en Buggenhout (vanaf 1946), waar hij ook schepen (1947-1957) werd.
Van 1936 tot aan zijn dood was hij volksvertegenwoordiger voor de Katholieke Partij en de CVP in het arrondissement Dendermonde.
Hij overleed plots in Brussel, in het café op de hoek van de Adolf Maxlaan en het Rogierplein.